# 요쿠르트
요쿠르트(Yokurt)는 야쿠르트 비슷한 당분과 유산균을 첨가한 발효유를 뜻하는 대한민국의 단어로 원조 제품은 야쿠르트이다. 다른 회사에서는 상표 분쟁을 우려해 요구르트라는 이름으로 판매하는 경우가 많다.